# Uncas
Uncas (počeštěně někdy Unkas, c. 1600–1683/4) byl náčelník indiánského kmene Mohegánů známý jako "přítel" bělochů a náčelník, který dokázal využít evropské kolonizace k rozšíření své moci.
Mohegáni žili v jižní Nové Anglii, především na území státu Connecticut (neplést si mezi sebou tři kmeny, které měly hodně podobné názvy, ale jednalo se o rozdílná etnika: Mohegáni, Mohykáni, Mohavkové). Patřili k algonkinské jazykové skupině a jejich nejbližšími příbuznými byli Pequotové. Jméno Uncas se poprvé objevuje v pramenech v polovině 30. let 17. století v souvislosti se začínající válkou mezi anglickými kolonisty a kmenem Pequotů. Uncas byl jedním z rebelujících náčelníků proti moci Pequotů a nabídl pomoc Angličanům. V roce 1637 se zúčastnil se svými muži spojené anglo-indiánské výpravy proti Pequotům, která vyvrcholila bitvou u řeky Mystic. Anglo-indiánská "armáda" v ní zdecimovala osádku pequotské kolovou hradbou opevněné vesnice. V roce 1638 se Uncas zúčastnil konference v Hartfordu, která byla tečkou za pequotskou válkou. Během následujících let jeho moc rostla. Svou často propagovanou věrností si získal na svou stranu především představitele novoanglické kolonie Connecticut. Do svého kmene adoptoval velké množství Pequotů, kteří přežili válku. Koncem 30. let a začátkem 40. let 17. století se Uncas stále častěji dostával do konfliktu s dalšími novoanglickými Indiány Narragansetty. Spor vyvrcholil v roce 1643, kdy se po bojovém střetu mezi oběma kmeny podařilo Mohegánům zajmout náčelníka Narragansettů Miantonoma. Uncas si vyslechl jeho plán na společné povstání proti Angličanům, ale nepřistoupil na něj. Předal ho Angličanům, kteří mu ho vrátili zpět s pokynem, že ho má zabít. To se také stalo (zabil ho Uncasův bratr úderem tomahavku do hlavy). Uncas se poté stal nejmocnějším indiánským náčelníkem v Nové Anglii, ale jak stárnul, jeho vliv postupně upadal. Dostával se často do sporu s okolními indiánskými etniky a občas i s Angličany. V letech 1675–1676 se on a jeho lidé zúčastnili krvavého indiánského povstání zvaného válka krále Filipa jako spojenci Angličanů. Mohegánští zvědové pomáhali kolonistům eliminovat výhodu, kterou měli povstalečtí Indiáni v boji v lese. Po válce přestali mít Indiáni výraznější vliv v novoanglických koloniích a to včetně spojenců kolonistů tedy například Mohegánů. Uncas zemřel v roce 1683 (nebo 1684).

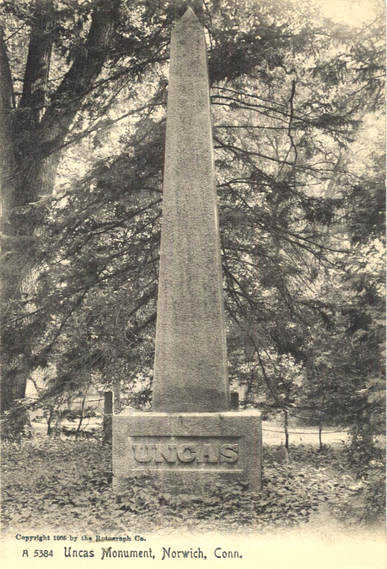
Uncasův památník ve městě Norwich v Connecticutu

Uncas měl zřejmě několik manželek a mnoho dětí. Jeho nejznámějším synem byl Owaneco (Oweneco, Oneco).
V roce 1826 vyšel román "The Last of the Mohicans" (Poslední Mohykán) od J. F. Coopera. Jedním z hlavních hrdinů románu je Uncas. Cooper si vypůjčil jméno tohoto slavného Indiána, ale jeho románový hrdina nemá se skutečným Uncasem společného téměř nic. Je to Mohykán, (skutečný Uncas byl Mohegán), klasický "ušlechtilý divoch" (skutečný Uncas spíše mocichtivý "Machiavellián"), zemřel mladý (ve skutečnosti umřel Uncas v požehnaném věku), byl předposlední svého rodu (Mohegáni Uncasem rozhodně nevymřeli), příběh se odehrává v 18. století atd.